# Гаррі Бор

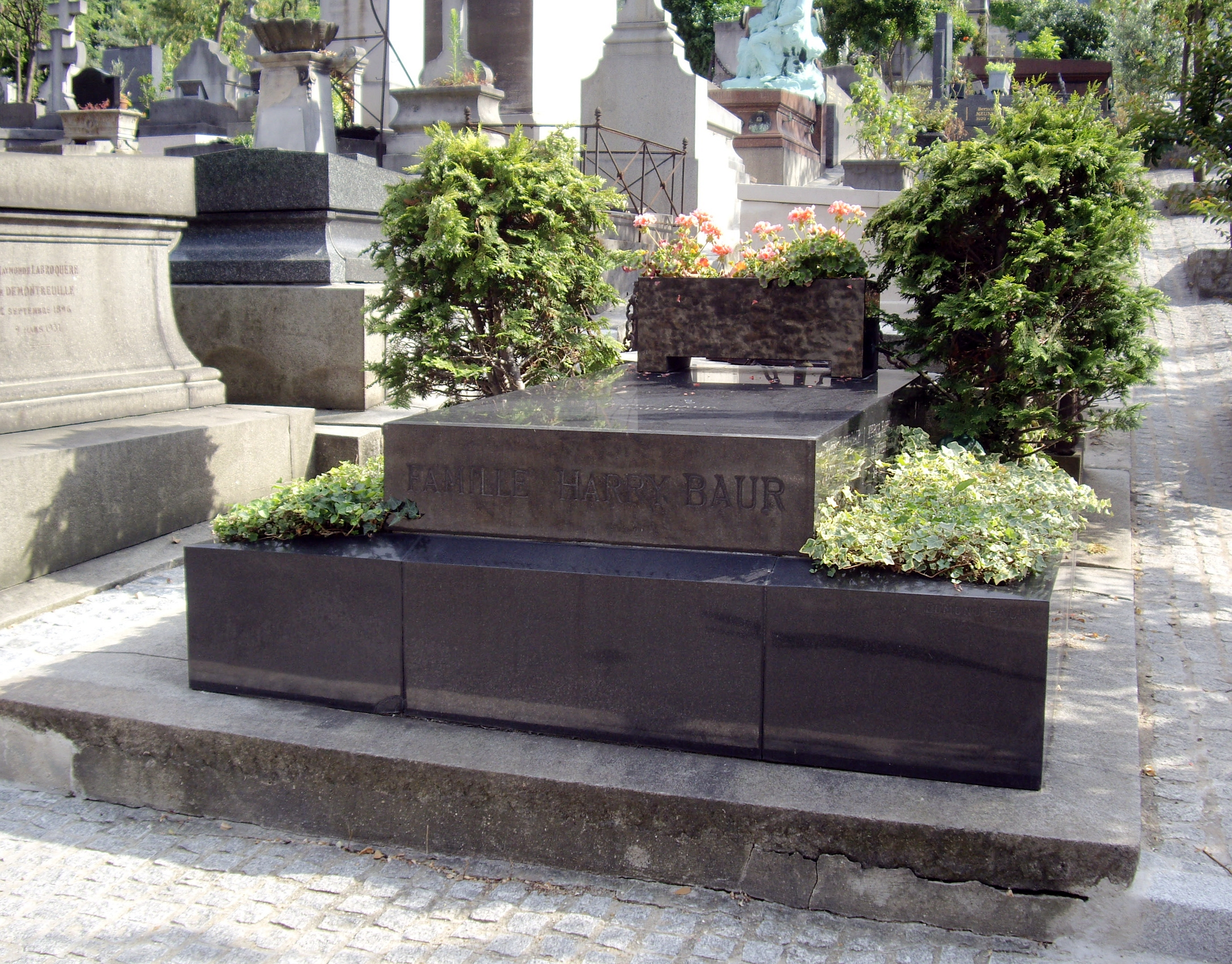
Могила Гаррі Бора на цвинтарі Сен-Венсан на Монмартрі

Гаррі (Аррі́) Бор (справжнє ім'я Анрі-Марі Родольф Бор фр. Henri-Marie Rodolphe Baur; *12 квітня 1880, Париж, Франція — 8 квітня 1943, Париж,  Франція) — французький актор театру та кіно.

## Біографія
Гаррі Бор народився 12 квітня 1880 року в місті Париж у Франції. Його батько помер у 1890 році і десятирічного Гаррі було відправлено до католицькою школи. Релігійне середовище не сподобалося хлопцеві, і він почав брати приватні уроки акторської майстерності в Паризькій національній консерваторії драматичного мистецтва. Мріючи стати моряком Бор утік зі школи до Марселя. Там він почав свої театральні виступи, а у віці 24 років дебютував на паризькій сцені.
У 1908 році Гаррі Бор дебютував в кіно. Справжнє визнання До Бора прийшло з початком епохи звукового кіно. Він працював з Жаном Габеном, Лоуренсом Олів'є, Фернанделем, Жаном-Луї Барро, Абелем Гансом, Жульєном Дювів'є. Знявся у 30 фільмах за 12 років.
Після окупації Парижу Німеччиною під час Другої світової війни на Бора, що часто виконував ролі євреїв, донесли як на єврея. Його було заарештовано гестапо разом з дружиною 30 травня 1942 року, звинувачено у шпигунстві на користь союзників і піддано тортурам. 19 вересня того ж року Бора випущено на волю.

## Особисте життя
З 1910 року Гаррі Бор був одружений з акторкою Роуз Кремер, відомою під ім'ям Роза Грані. У них було троє дітей. Після смерті дружини у 1931 році одружився вдруге на театральній акторці Ребеці Бехар.
Помер Гаррі Бор 8 квітня 1943 року за нез'ясованих обставин у віці 62 років. Похований на цвинтарі Сен-Венсан на Монмартрі.

## Фільмографія (вибіркова)
| Рік  |    | Українська назва             | Оригінальна назва           | Роль                                 |
| ---- | -- | ---------------------------- | --------------------------- | ------------------------------------ |
| 1908 | кф | Пастка                       | L'assommoir                 |                                      |
| 1909 | кф | Бетховен                     | Beethoven                   | Бетховен                             |
| 1909 | кф | Арсен Люпен                  | Arsène Lupin                |                                      |
| 1909 | кф | Дон Сезар де Базан           | Don César de Bazan          |                                      |
| 1910 | кф | Ненависть                    | La haine                    |                                      |
| 1911 | кф | Відок                        | Vidocq                      | Відок                                |
| 1913 | ф  | Шейлок                       | Shylock                     | Шейлок                               |
| 1914 | ф  | Мосьє Лекок                  | Monsieur Lecoq              |                                      |
| 1915 | ф  | Страсс і компанія            | Strass et Compagnie         |                                      |
| 1916 | кф | Квітка Парижа                | Fleur de Paris              | Гаррі Подж                           |
| 1916 | кф | Коли помирає кохання         | Quand l'amour meurt         |                                      |
| 1931 | ф  | Давид Голдер                 | David Golder                | Давид Голдер                         |
| 1931 | ф  | П'ять проклятих джентльменів | Les cinq gentlemen maudits  | мосьє Марвіль                        |
| 1931 | ф  | Польський єврей              | Le Juif polonais            | Матіас                               |
| 1932 | ф  | Рудоголовий                  | Poil de carotte             | мосьє Лепік                          |
| 1932 | ф  | Три мушкетери                | Les trois mousquetaires     | Тревілль                             |
| 1933 | ф  | Кримінал                     | Criminel                    | Ворден Бреді                         |
| 1933 | ф  | Голова людини                | La tête d'un homme          | комісар Жуль Мегре                   |
| 1933 | ф  | Ця стара каналія             | Cette vieille canaille      | Гійом Ватьє / професор Ватьє         |
| 1933 | ф  | Ротшильд                     | Rothchild                   | Ротшильд                             |
| 1933 | ф  | Знедолені                    | Les misérables              | Жан Вальжан / Шампетьє               |
| 1934 | ф  | Московські ночі              | Les nuits moscovites        | Петро Бріков                         |
| 1935 | ф  | Голгофа                      | Golgotha                    | Ірод                                 |
| 1935 | ф  | Злочин і покарання           | Crime et châtiment          | Порфирій                             |
| 1936 | ф  | Ґолем                        | Le golem                    | Імператор Рудольф II, король Богемії |
| 1936 | ф  | Самсон                       | Samson                      | Жак Брашар                           |
| 1936 | ф  | Тарас Бульба                 | Tarass Boulba               | Тарас Бульба                         |
| 1936 | ф  | Велике кохання Бетховена     | Un grand amour de Beethoven | Людвіг ван Бетховен                  |
| 1936 | ф  | Нові люди                    | Les hommes nouveaux         | Буррон                               |
| 1937 | ф  | Париж                        | Paris                       | Александр Лафортун                   |
| 1937 | ф  | Грізна Сараті                | Sarati, le terrible         | Цезар Сараті                         |
| 1937 | ф  | Бальний записник             | Un carnet de bal            | Ален Реньє                           |
| 1937 | ф  | Молленар                     | Mollenard                   | капітан Молленар                     |
| 1937 | ф  | Трагедія імперії             | La tragédie impériale       | Распутін                             |
| 1938 | ф  | Ностальгія                   | Nostalgie                   | Вірін                                |
| 1938 | ф  | Патріот                      | Le patriote                 | цар Павло І                          |
| 1938 | ф  | Бунтівний син                | The Rebel Son               | Тарас Бульба                         |
| 1940 | ф  | Людина з Нігеру              | L'homme du Niger            | доктор Бурде                         |
| 1941 | ф  | Підступний лис               | Volpone                     | Вольпоне                             |
| 1941 | ф  | Вбивство Діда Мороза         | L'assassinat du Père Noël   | Гаспар Корнуссе                      |
| 1941 | ф  | Гріхи молодості              | Péchés de jeunesse          | мосьє Лакалад                        |